# Joseph Lanner
Joseph Lanner (Vienna, 12 aprile 1801 – Döbling, 14 aprile 1843) è stato un compositore e direttore d'orchestra austriaco.
È ricordato come uno dei padri fondatori e riformatori del valzer viennese, che Lanner portò a livelli di dignità mai raggiunti fino a quel momento, con lui il valzer smise così di essere una semplice danza contadina e fece il suo ingresso anche fra i livelli più alti della società, sia come musica da ballo, sia come musica da concerti. Joseph Lanner è altrettanto famoso per l'amicizia (poi diventata rivalità) che lo legò ad un altro padre del valzer e grande compositore del suo tempo, Johann Strauss padre.

## Biografia

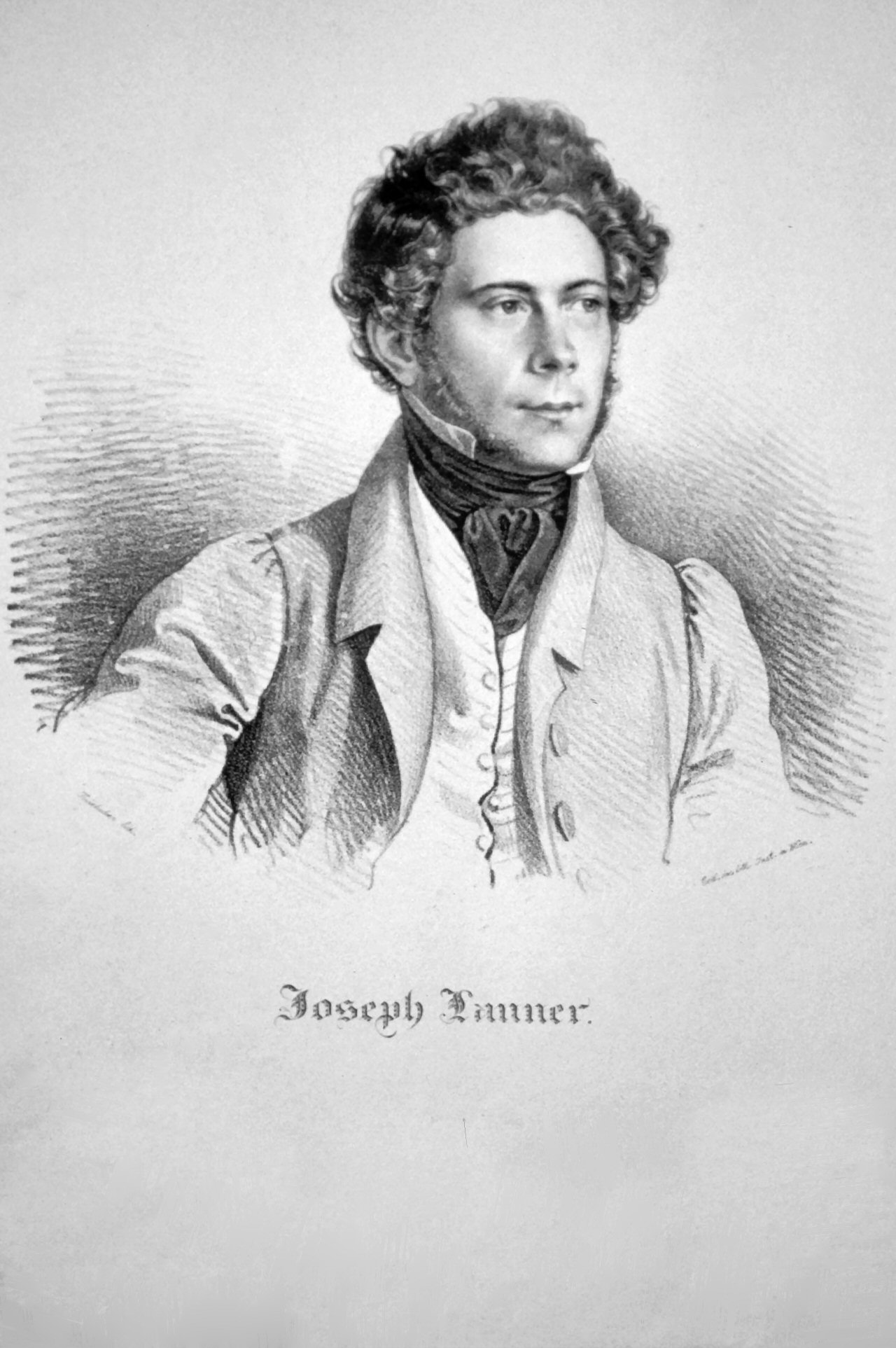
Josef Lanner, Litografia di Josef Kriehuber, ca. 1825

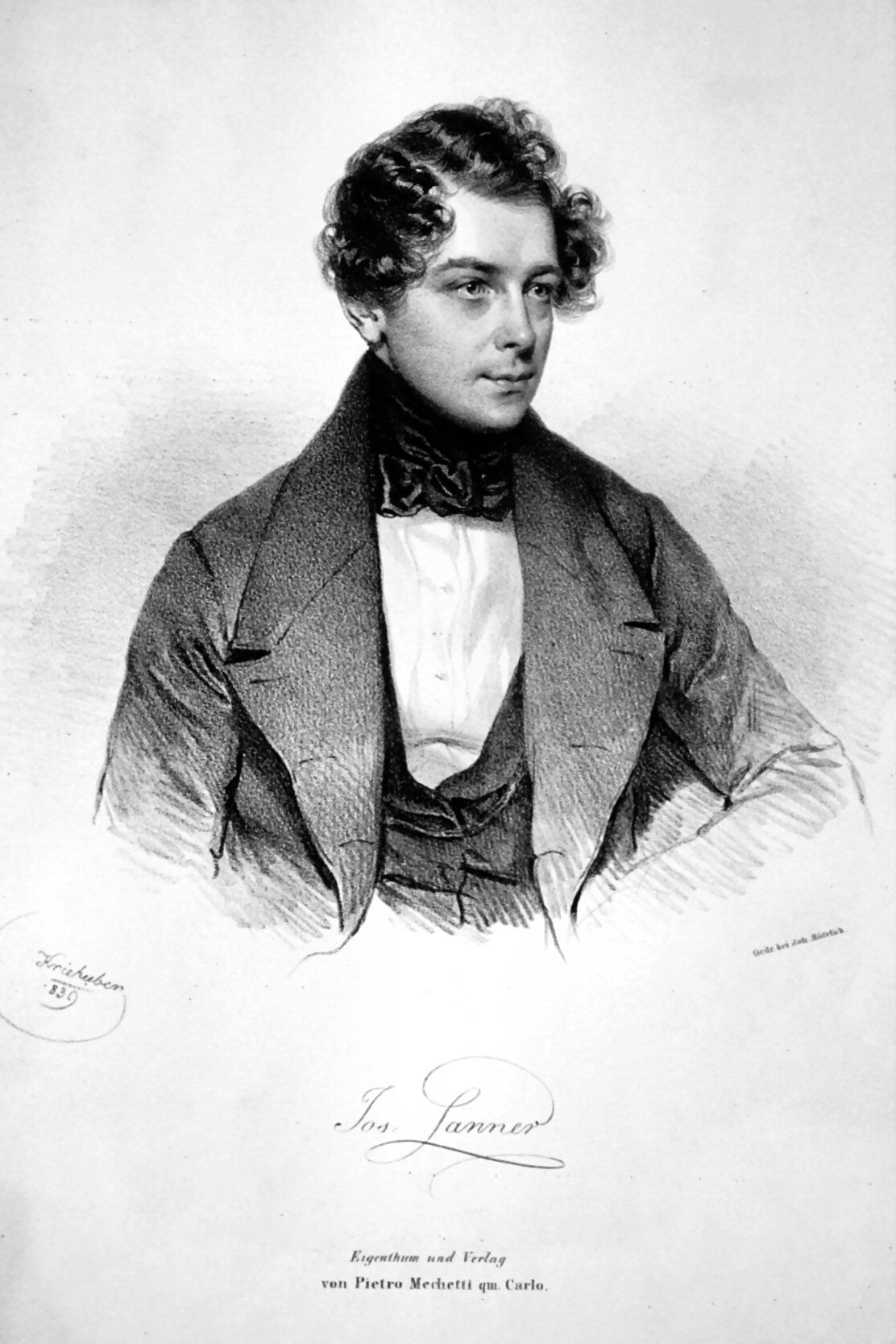
Josef Lanner, Litografia di Josef Kriehuber, 1839

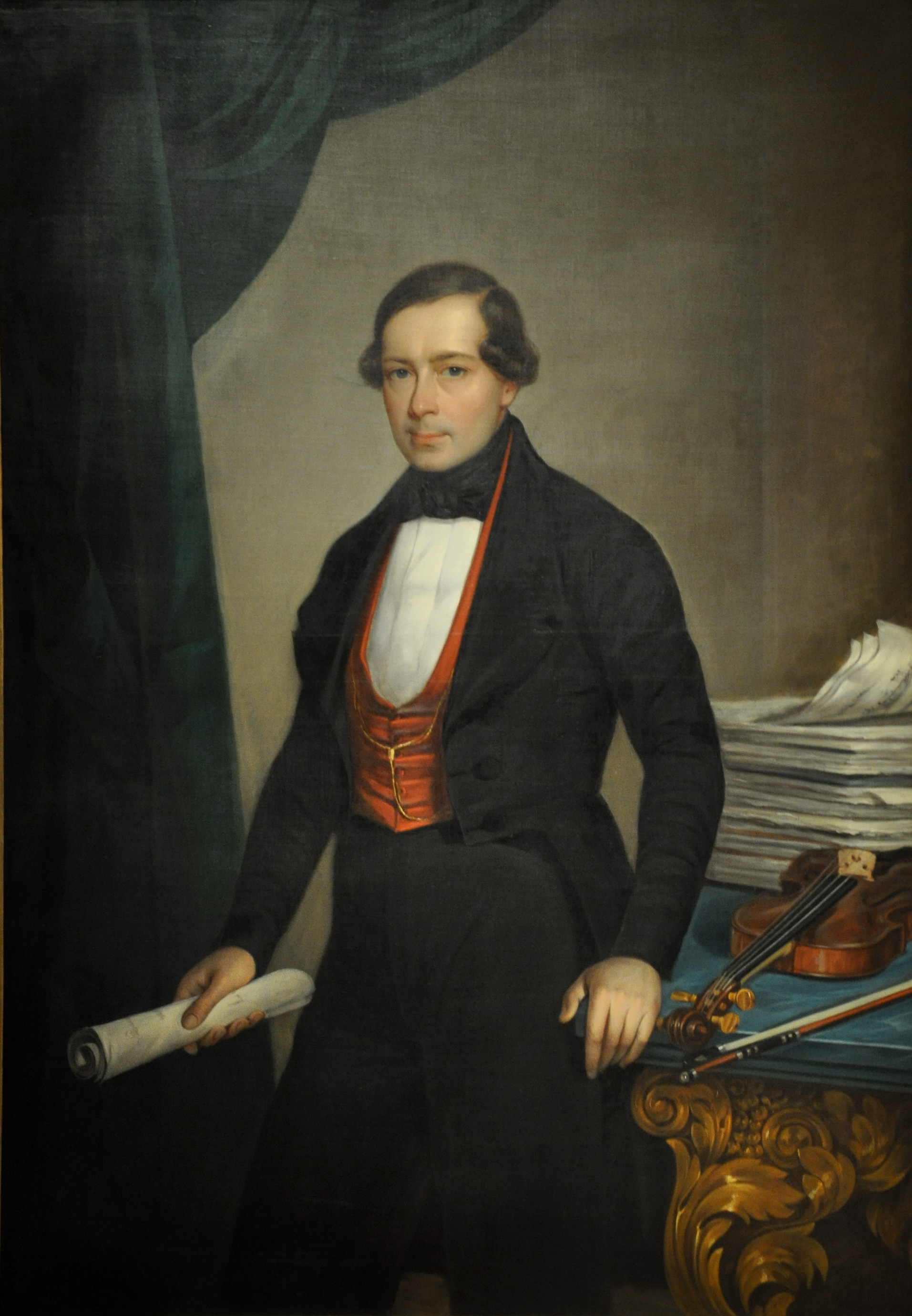
Philipp Steidler: ritratto di Joseph Lanner, ca. 1840

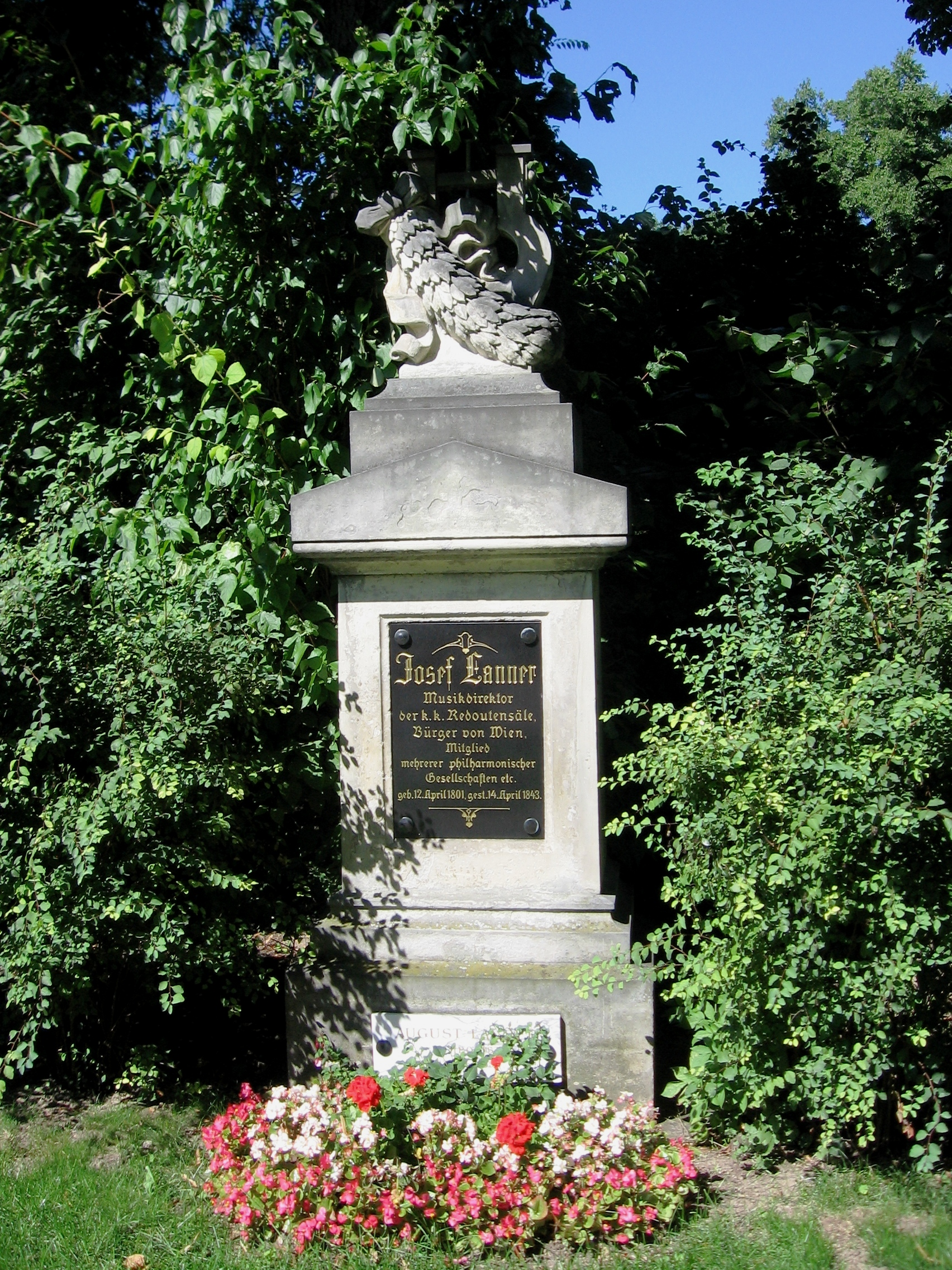
La tomba di Joseph Lanner al Cimitero Centrale di Vienna

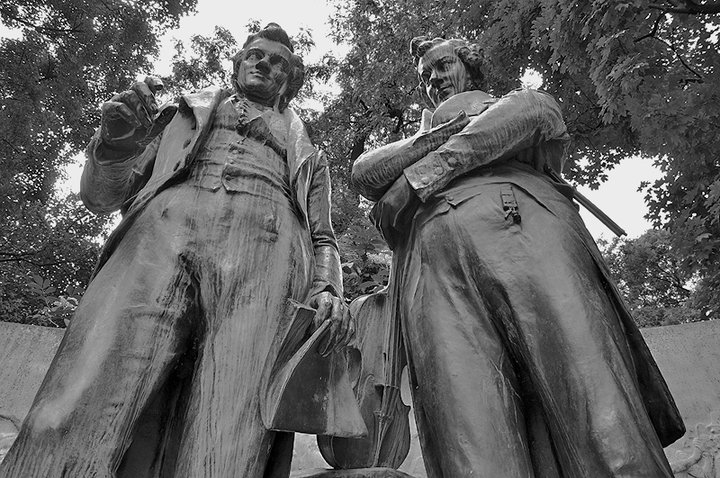
Monumento a Joseph Lanner (a destra) e Johann Strauss (padre) presso la Rathausplatz di Vienna

Joseph Lanner nacque nella casa al numero 5 della Mechitaristengasse, oggi nel 7º distretto della città di Vienna. Figlio di un fabbricante di guanti, Lanner, violinista autodidatta fin da bambino, compose fin dalla giovinezza le prime danze. 
All'età di 12 anni entrò a far parte dell'orchestra di Michael Pamer, dove più tardi avrebbe incontrato quello che sarebbe divenuto il suo grande amico e rivale: Johann Strauss padre. In seguito Lanner abbandonò il complesso di Pamer per fondare un proprio piccolo terzetto con i fratelli boemi Karl e Johann Drahanek, al violino e alla chitarra, al quale si sarebbe aggiunto successivamente un violoncellista, e Johann Strauss Senior alla viola.
I successi ottenuti dal quintetto di Lanner portarono Johann Strauss e Lanner ad ampliarlo, al fine di trasformarlo in una piccola orchestra, tanto che a partire dal 1824 Lanner si ritrovò a capo di tale gruppo con il quale era in grado di esibirsi con grande successo nei più importanti locali di intrattenimento della città. Il periodo di maggiore attività dell'anno restava quello della stagione dei balli, il Carnevale (nel dialetto viennese detto anche Fasching).
Già alla fine del Carnevale del 1825 Joseph Lanner aveva raggiunto una grande notorietà negli ambienti musicali viennesi, mentre Strauss, costretto al semplice ruolo di vice direttore, sentiva troppo sacrificati lui e le sue opere, che non stavano ottenendo i giusti riconoscimenti. Questa infelicità di Strauss portò, nello stesso anno della nascita del primo figlio Johann, alla separazione fra i due compositori dopo un concerto nella sala da ballo Zum Schwarzen Bock; da quel momento Johann padre creò una propria orchestra apertamente contrapposta a quella dell'ex collega Lanner con la quale poteva eseguire senza alcuna costrizione le proprie composizioni. Sebbene si sia sempre parlato di una lite furiosa fra i due durante questa ultima esibizione in comune, la separazione avvenne in modo più pacifico, tanto che Lanner dedicò all'amico il Trennungs-Walzer op. 19 (Il valzer della separazione); inoltre, anche dopo la loro rottura, i due compositori ebbero ancora occasione di lavorare insieme, come quando diedero un concerto di beneficenza per il loro ex datore di lavoro, Michael Pamer, dopo che questi era caduto in malattia nel 1826; inoltre, per il loro impegno in concerti a sfondo caritatevole, Lanner e Strauss ricevettero la cittadinanza onoraria viennese nel 1836.
Fino ai primi anni '40, però, la fama di Strauss fu sempre oscurata da quella di Lanner e per questa ragione Strauss decise di portare le sue composizioni all'attenzione di un pubblico più ampio: in questi anni intraprese fortunate tournée fuori dai confini dell'Impero, arrivando in Francia e in Inghilterra mentre Lanner, convinto che il valzer non avrebbe avuto pari successo all'estero, preferì rimanere nella sua Vienna.
Nel 1829 ricevette l'ambita nomina a direttore musicale dei balli alla Redoutensäle nel palazzo imperiale di Hofburg; poco tempo dopo gli venne affidata anche la direzione della banda del II reggimento cittadino della città di Vienna (carica che, dopo la sua prematura scomparsa, sarebbe passata al giovane Johann Strauss jr).
Lanner fu un grande compositore di musica da ballo, la lista delle sue opere conta diverse centinaia di danze, dal galoppo alla polka passando per il valzer, e proprio fra i suoi valzer più celebri si possono ricordare Pesther-Walzer op. 93, Hofballtänze (Danze per il ballo di corte, ancora oggi estremamente popolare) op. 161, Steyrische-Tänze (Danze stiriane, composto in stile Landler, in omaggio all'antenato del valzer) op. 165, Die Werber op. 103, Die Romantiker (Il Romantico) op. 167 e soprattutto la sua opera più conosciuta, Die Schönbrunner (L'abitante di Schonbrunn, dedicato al proprietario del Caffè Dommayer di Hietzing, nelle immediate vicinanze del castello di Schönbrunn) op. 200 che per decenni, fino a quando Johann figlio compose Sul bel Danubio blu nel 1867, rimase nella memoria dei viennesi come uno dei valzer più famosi di sempre.
Joseph Lanner morì contagiato dal tifo, che in quel periodo stava infestando Vienna, il 14 aprile 1843 (un venerdì santo) a soli 42 anni in una casa al numero 87 della Gymnasiumstraße a Döbling, oggi il 18º distretto della città. Fu dapprima sepolto nel cimitero di Oberdöbling e successivamente, nel 1904, i suoi resti vennero riesumati e spostati in una tomba d'onore nel Zentralfriedhof (Cimitero Centrale) nell'area dedicata ai grandi compositori, a fianco dell'amico e rivale Johann Strauss padre. Con la scomparsa di Lanner si chiudeva così la rivalità con Strauss e si apriva invece un'epoca in cui sarebbe stata la famiglia Strauss, prima con Johann padre e poi con i figli Johann, Josef ed Eduard, a dominare le scene musicali della capitale per quasi un secolo.
Lanner ebbe due figli: August e Katharina Lanner. August (1835-1855), come il padre, intraprese fin da giovanissimo l'attività di compositore, senza però aver potuto vivere abbastanza a lungo da poter godere appieno dei suoi successi: il figlio di Lanner morì infatti ad appena 20 anni, lasciando un catalogo di circa 30 opere. Sua figlia Katharina (1829-1908) divenne invece una nota ed apprezzata ballerina di fama internazionale; a Londra, dove si stabilì e trascorse tutto il resto della sua vita, fu un'influente coreografa e insegnante di danza.

## Opere
- Neue Wiener, Op. 1
- Dornbacher Ländler, op. 9
- Trennungswalzer, op. 19
- Hollabrunner, Galopp op. 21
- Zweites beliebtes Wiener Quodlibet mit motiven aus Paganinis erste Konzert, op. 22
- Blumenfest, Ländler op. 23
- Eröffnungs, valzer op. 24
- Zeisel-Jux, Ländler op. 25
- Katharinen-Tänze, op. 26
- Drittes beliebtes Wiener Quodlibet oder Alpensanger Potpourri, op. 27
- Willkommen zum Sperl, Ländler op. 28
- Jubel-Fest-Tänze, op. 29
- Redout-Carneval-Tänze, op. 30
- Zauberhorn, Ländler op. 31
- Schwechat, Ländler op. 32
- Flora, valzer op. 33
- Ankunfts, valzer op. 34
- Leopoldstädter, Ländler op. 35
- Amoretten, Op. 53
- Die Humoristiker, Op. 92
- Pesther Walzer, op. 93
- Dampf-Walzer, op. 94
- Die Werber, op. 103
- Tarantel-Galopp, op. 125
- Hofball-Tänze, op. 161
- Steyrische Tänze, Op. 165
- Die Romantiker, Op.167
- Abend-Sterne, op. 180
- Hans-Jörgel Polka, Op. 194
- Die Mozartisten, op. 196
- Die Schönbrunner, op. 200